# Веске, Михаил Петрович
Михаил Петрович Веске (эст. Mihkel Veske; 16 [28] января 1843 — 4 [16] мая 1890) — российский филолог, исследователь в области финских языков.

## Биография
Родился в семье эстонского крестьянина в усадьбе Веске Лифляндской губернии. Посещал местную деревенскую школу с целью стать сельским учителем, но желание стать миссионером и отправиться в Ост-Индию побудило его к дальнейшему обучению. В 1863 году, после подготовки его пастором Ганзеном, поступил в четвёртый класс Дерптской гимназии, из шестого класса которой в 1866 году он поступил в лейпцигский миссионерский дом (Missionshaus). Богословские науки не были, однако, в состоянии удовлетворить молодого эстонца, жаждавшего практической деятельности, и он решил посвятить себя служению родному народу, изучению его языка и быта, пробуждению его национального самосознания. В 1867 году Михаил начал обучение в Лейпцигском университете, где более всего занимался индогерманским языковедением, чтобы потом с большим успехом приняться за исследование финских языков. В 1872 году за диссертацию «Untersuchungen zur vergleichenden Grammatik des finnischen Sprachstammes» он был признан доктором философии. С июля 1868 года по ходатайству русского генерального консула в Лейпциге Таве, Веске получал ежегодную субсидию в 200 талеров от великой княгини Елены Павловны; когда она скончалась, Веске вынужден был возвратиться на родину.
Первоначально он давал в Дерпте частные уроки, но в сентябре 1874 года был избран лектором эстонского языка при Дерптском университете. С этого времени он почти каждое лето с научными целями путешествовал по Эстонии, а летом 1880 года съездил в Финляндию. Во время своих путешествий Веске собирал народные песни (числом более 1500), материалы для определения диалектических различий и изучения мифологии. Его лингвистические исследования имели не одну только теоретическую цель; в народных говорах он черпал материалы для литературного эстонского языка.
Научная деятельность его сочеталась с общественной: он был пламенным борцом за национальное возрождение эстов, восставал против германизации своего народа и свои симпатии и антипатии с особенной силой проявил во время ревизии края, произведённой сенатором Манасеиным. Он становился опасным агитатором, и в 1885 году российское правительство отправило его в двухгодичную командировку в Венгрию, а оттуда на Волгу и на Урал для исследования мадьярского и восточно-финских языков.
В 1887 году он был назначен преподавателем финских наречий в Казанском университете, где на протяжении трёх лет у него был только один слушатель. В 1889 году Веске предпринял поездку для изучения мордвы. Результатом двух путешествий к местным инородцам, черемисам и мордве, были «Исследования о наречиях черемисского языка» (Казань, 1889) и собрание двухсот черемисских и мордовских песен. В Казани Веске начал и своё исследование «Славяно-финские культурные отношения по данным языка» (т. I, Казань, 1890), в котором впервые решительно и определённо высказал мысль о широком доисторическом влиянии славянства на финский мир. Во время подготовки второго тома этого труда он скончался от паралича сердца 4 (16) мая 1890 года.
Веске был редактором научного и беллетристического журнала «Oma maa» («Родная земля»), издававшегося на эстонском языке с 1884 года. Отдельные статьи его в области эстонской мифологии и эстонского языка печатались в изданиях эстонских учёного и литературного обществ.